# 阿里西瑛
阿里西瑛（?—?），元代散曲家、音乐演奏家，西域回回人。本名木八剌，字西瑛，因身材魁梧，所以又被称为“长西瑛”，时人又称里西瑛，或以汉姓“李”称之。学士阿里耀卿之子。
阿里西瑛先世西域人。父辈移居松江府。自称自己的居室为懒云窝，后来成为松江的名胜之一。他以散曲闻名，表现郁郁不得志的苦闷心情。有《殿前欢》、《凉亭乐·叹世》等作品传世。善于吹奏筚篥，深得元曲家贯云石、释惟等人的推崇，曾经赋诗称赞他。